# Louis Freeh
Louis Joseph Freeh (* 6. ledna 1950, Jersey City, New Jersey, USA) je americký právník a soudce.
Byl 10. ředitelem FBI v období od 1. září 1993 (administrativa Billa Clintona) do 25. června 2001 (prezident George W. Bush).

## Život
V roce 1971 absolvoval Rutgers University, v roce 1974 Rutgers Scholl of Law a v roce 1975 získal titul Master of Laws na New York University.
V letech 1974–1975 pracoval ve štábu senátora USA Clifforda P. Chase z New Jersey.
V letech 1975 až 1981 byl speciálním agentem FBI v New Yorku a Washingtonu, D.C. O rok později se stal zástupcem prokurátora v New Yorku. Později byl přidělen k jednotce pro potírání organizovaného zločinu, roku 1987 se stal jejím šéfem.
Roku 1990 jmenován federálním žalobcem v případu Waltera L. Moodyho Jr., který byl obžalován z bombového atentátu na federálního soudce Roberta Vance.
Roku 1991 byl Louis Freeh jmenován federálním soudcem v New Yorku.
1. září 1993 složil přísahu jako nový ředitel FBI. Freeh rezignoval 25. července 2001 po aféře agenta špiona Roberta Hanssena.